# Philautus gunungensis
Philautus gunungensis és una espècie de granota que es troba a Malàisia.